# Соше-Острівське
Соше́-О́стрівське — село в Україні, у Великомихайлівській селищній громаді Роздільнянського району Одеської області. Населення становить 637 осіб.
До 17 липня 2020 року було підпорядковане Великомихайлівському району, який був ліквідований.

## Історія
Станом на 1886 рік у селі Росіянівської волості Тираспольського повіту Херсонської губернії мешкало 497 осіб, налічувалось 101 дворове господарство.
Під час організованого радянською владою Голодомору 1932—1933 років помер щонайменше 1 житель села.
5 лютого 1965 року Указом Президії Верховної Ради Української РСР передано Соше-Острівську сільраду Фрунзівського району до складу Великомихайлівського району.

## Населення
Згідно з переписом 1989 року населення села становило 672 особи, з яких 303 чоловіки та 369 жінок.
За переписом населення 2001 року в селі мешкали 633 особи.

### Мова
Розподіл населення за рідною мовою за даними перепису 2001 року:
| Мова       | Відсоток |
| ---------- | -------- |
| українська | 92,94 %  |
| молдовська | 3,77 %   |
| російська  | 2,2 %    |
| болгарська | 0,47 %   |
| вірменська | 0,31 %   |
| німецька   | 0,16 %   |